# 泰山石油
中国石化山东泰山石油股份有限公司 （深交所：000554）是中国深圳证券交易所的一家上市公司，主营业务范围为能源、材料和机械电子设备批发业。
2011年，该公司主营业务收入为3870429026.74元，公司净利润为9207283.73元，公司总资产为933114302.27元。